# Bernardo Vieira de Souza
Bernardo Vieira de Souza, bekannt als Bernardo (* 20. Mai 1990 in Sorocaba) ist ein brasilianischer Mittelfeldspieler. Zurzeit ist er für Brasiliense FC aktiv.

## Karriere
Bernados Vater José Hélio Alexandre de Souza war ebenfalls als Fußballspieler aktiv. Dieser spielte u. a. für Fluminense Rio de Janeiro, EC Bahia, Palmeiras São Paulo, EC Vitória und Sport Recife. Seine fußballerische Ausbildung erhielt Bernardo bei Cruzeiro Belo Horizonte. Bei dem Klub schaffte er 2009 auch den Sprung in den Profikader. sein erstes Pflichtspiel für den Klub bestritt er in der Staatsmeisterschaft von Minas Gerais am 8. Februar 2009 im Auswärtsspiel gegen den Villa Nova AC. In dem Spiel wurde er in der 79. Minute für Gérson Magrão eingewechselt. Im selben Wettbewerb gelang Bernardo sein erstes Profitor. Im Heimspiel gegen den EC Democrata am 26. März 2009 stand er in der Startelf und erzielte in der 57. Minute das Tor zum 6:0 (Endstand-7:0). In dem Jahr kam Bernardo auch zu seinen ersten Einsätzen in der Meisterschaft. In der Folgesaison 2010 trat er nur noch in der Staatsmeisterschaft für Cruzeiro an und wurde danach bis Ende 2011 an verschiedene Klubs ausgeliehen. Zur Saison 2012 wechselte Bernardo fest zum CR Vasco da Gama, an welchen er zuvor ausgeliehen war. Seitdem wechselt Bernardo jährlich, teilweise auf Leihbasis, die Klubs. Auch im Ausland war er in Südkorea, Kuwait und Saudi-Arabien aktiv.

## Erfolge
Nationalmannschaft
- Vormaliger U-15-, U-16-, U-17- & U-19-Nationalspieler Brasiliens
- U-15-Fußball-Südamerikameisterschaft: 2005
- U-17-Fußball-Südamerikameisterschaft: 2007
- Teilnahme bei der U-17-Fußball-Weltmeisterschaft mit Brasilien: 2007

Cruzeiro
- Brasilianischer U-20-Meister: 2007
- Gestion Copa Amsterdam (U-19-Turnier): 2008
- Staatsmeisterschaft von Minas Gerais: 2009

Vasco
- Copa do Brasil: 2011
- Staatsmeisterschaft von Rio de Janeiro: 2015

## Auszeichnungen
- Torschützenkönig der Copa São Paulo Júnior 2009 mit 9 Toren
- Ausgezeichnet als größte Entdeckung der Staatsmeisterschaft von Minas Gerais: 2009
- Ausgezeichnet als bester Spieler der U-15-Südamerikameisterschaft 2005